# Berömda romaner (Lindqvists förlag)
Berömda romaner, bokserie utgiven av AB Lindqvists förlag på 1950-talet. Enligt baksidestexten på skyddsomslagen: "Berömda romaner omfattar ett urval av världslitteraturens mest spännande äventyrsromaner. Det är böcker för alla åldrar, odödliga mästerverk, lika aktkuella i dag som när de först kom ut".
| Volym | Titel                          | Författare      | Utgivningsår |
| ----- | ------------------------------ | --------------- | ------------ |
| 1     | Fången på Zenda                | Anthony Hope    | 1953         |
| 2     | Gäckande Nejlikan              | E. Orczy        | 1953         |
| 3     | Ringaren i Notre Dame          | Victor Hugo     | 1953         |
| 4     | Tsarens kurir                  | Jules Verne     | 1954         |
| 5     | Dr. Jekyll och Mr. Hyde        | R.L. Stevenson  | 1954         |
| 6     | Arsène Lupin                   | Maurice Leblanc | 1953         |
| 7     | En yankee vid kung Arthurs hov | Mark Twain      | 1953         |
| 8     | Kim, hela världens lille vän   | Rudyard Kipling | 1953         |
| 9     | Sherlock Holmes äventyr        | Conan Doyle     | 1953         |
| 10    | Paris mysterier                | Eugène Sue      | 1953         |
| 11    | Två städer                     | Charles Dickens | 1953         |
| 12    | Bartholomeinatten              | Stanley Weyman  | 1954         |